# Патензен
Патензен (њем. Pattensen) град је у њемачкој савезној држави Доња Саксонија. Једно је од 21 општинског средишта округа Регион Хановер. Према процјени из 2010. у граду је живјело 13.944 становника. Посједује регионалну шифру (AGS) 3241013.

## Географски и демографски подаци
Патензен се налази у савезној држави Доња Саксонија у округу Регион Хановер. Град се налази на надморској висини од 63 метра. Површина општине износи 67,1 km². У самом граду је, према процјени из 2010. године, живјело 13.944 становника. Просјечна густина становништва износи 208 становника/km².

## Међународна сарадња
| Мјесто | Држава    | Врста сарадње | Од    |
| ------ | --------- | ------------- | ----- |
|        | Француска | партнерство   | 1977. |
|        | Пољска    | контакт       | 1996. |
| Извор  |           |               |       |